# Tragedia de Puerto Saíd
Tragedia de Puerto Saíd es como se le denomina al suceso ocurrido el miércoles 1 de febrero de 2012 en el Estadio de Puerto Saíd, Egipto después de finalizar el partido por el campeonato de fútbol de ese país entre el equipo local, el Al-Masry, y la visita, el Al-Ahly. Cuando el partido ya había finalizado, con victoria del local por 3:1, los incidentes fueron provocados por los aficionados del Al-Masry, los cuales ingresaron a la cancha para perseguir a los jugadores e hinchas del Al-Ahly arrojando piedras, botellas y amenazando con cuchillos. El hecho provocó la muerte de 74 personas y cerca de mil resultaron heridos.
El origen de los altercados tiene un fuerte componente político, Al Ahly se proclamaba como firme defensor de la Primavera Árabe mientras que Al Masry ha mostrado su apoyo incondicional al régimen de Mubarak en Egipto. Esta tesis ha sido apuntada como uno de los principales motivos del trágico incidente.
A raíz de la tragedia las autoridades del país decidieron suspender indefinidamente todos los partidos de la liga. En tanto, el jefe de la Junta Militar, Mohamed Hussein Tantawi Soliman, ordenó que dos helicópteros del Ejército se desplacen a Puerto Saíd para evacuar a los jugadores y a los aficionados del Al-Ahly.

## Partido
| ?     | POR   | Ahmed El-Shenawy    |     |
|       |       | Ahmed Fawzy         |     |
|       |       | Saad Samir          |     |
|       |       | Osama Aza           |     |
|       |       | Ayman Saied         |     |
|       |       | Abdul Nagah         | 72' |
|       |       | Mahmoud Abdul Hakim | 88' |
|       |       | Hossam Hassan       |     |
|       |       | Moamen Zakaria      |     |
|       |       | E. Issiaka          | 90' |
|       |       | A. Cissé            |     |
| D. T. | D. T. | Hossam Hassan       |     |

| ?     | POR   | Sherif Ekramy      |     |
|       |       | Ahmed Fathy        |     |
|       |       | Sherif Abdul Fadil |     |
|       |       | Mohamed Naguib     |     |
|       |       | Hossam Ghaly       |     |
|       |       | Sayed Moawad       |     |
|       |       | Hossam Ashour      |     |
|       |       | Mohamed Barakat    | 86' |
|       |       | Abdallah Said      |     |
|       |       | Fábio Júnior       | 81' |
|       |       | Gedo               | 69' |
| D. T. | D. T. | Manuel José        |     |

| ? | ? | Ahmed Sherweda | 72' |
|   |   | Ahmed Magdi    | 88' |
|   |   | Mahmoud Toba   | 90' |

| ? | ? | Shehab Ahmed      | 69' |
|   |   | Al Sayed Hamdy    | 81' |
|   |   | Mohamed Aboutrika | 86' |

| 72' · 83' · 90+2' | Momen Zakaria A. Cissé | 1-1 2-1 3-1 |

| 11' | Fábio Júnior | 0-1 |

| 65' · 75' · 82' | Ayman Saied Hossam Hassan Momen Zakaria |

| 75', 75' | Hossam Ghaly |

| ?     | POR   | Ahmed El-Shenawy    |     |
|       |       | Ahmed Fawzy         |     |
|       |       | Saad Samir          |     |
|       |       | Osama Aza           |     |
|       |       | Ayman Saied         |     |
|       |       | Abdul Nagah         | 72' |
|       |       | Mahmoud Abdul Hakim | 88' |
|       |       | Hossam Hassan       |     |
|       |       | Moamen Zakaria      |     |
|       |       | E. Issiaka          | 90' |
|       |       | A. Cissé            |     |
| D. T. | D. T. | Hossam Hassan       |     |

| ?     | POR   | Sherif Ekramy      |     |
|       |       | Ahmed Fathy        |     |
|       |       | Sherif Abdul Fadil |     |
|       |       | Mohamed Naguib     |     |
|       |       | Hossam Ghaly       |     |
|       |       | Sayed Moawad       |     |
|       |       | Hossam Ashour      |     |
|       |       | Mohamed Barakat    | 86' |
|       |       | Abdallah Said      |     |
|       |       | Fábio Júnior       | 81' |
|       |       | Gedo               | 69' |
| D. T. | D. T. | Manuel José        |     |

| ? | ? | Ahmed Sherweda | 72' |
|   |   | Ahmed Magdi    | 88' |
|   |   | Mahmoud Toba   | 90' |

| ? | ? | Shehab Ahmed      | 69' |
|   |   | Al Sayed Hamdy    | 81' |
|   |   | Mohamed Aboutrika | 86' |

| 72' · 83' · 90+2' | Momen Zakaria A. Cissé | 1-1 2-1 3-1 |

| 11' | Fábio Júnior | 0-1 |

| 65' · 75' · 82' | Ayman Saied Hossam Hassan Momen Zakaria |

| 75', 75' | Hossam Ghaly |

| ?     | POR   | Ahmed El-Shenawy    |     |
|       |       | Ahmed Fawzy         |     |
|       |       | Saad Samir          |     |
|       |       | Osama Aza           |     |
|       |       | Ayman Saied         |     |
|       |       | Abdul Nagah         | 72' |
|       |       | Mahmoud Abdul Hakim | 88' |
|       |       | Hossam Hassan       |     |
|       |       | Moamen Zakaria      |     |
|       |       | E. Issiaka          | 90' |
|       |       | A. Cissé            |     |
| D. T. | D. T. | Hossam Hassan       |     |

| ?     | POR   | Sherif Ekramy      |     |
|       |       | Ahmed Fathy        |     |
|       |       | Sherif Abdul Fadil |     |
|       |       | Mohamed Naguib     |     |
|       |       | Hossam Ghaly       |     |
|       |       | Sayed Moawad       |     |
|       |       | Hossam Ashour      |     |
|       |       | Mohamed Barakat    | 86' |
|       |       | Abdallah Said      |     |
|       |       | Fábio Júnior       | 81' |
|       |       | Gedo               | 69' |
| D. T. | D. T. | Manuel José        |     |

| ? | ? | Ahmed Sherweda | 72' |
|   |   | Ahmed Magdi    | 88' |
|   |   | Mahmoud Toba   | 90' |

| ? | ? | Shehab Ahmed      | 69' |
|   |   | Al Sayed Hamdy    | 81' |
|   |   | Mohamed Aboutrika | 86' |

| 72' · 83' · 90+2' | Momen Zakaria A. Cissé | 1-1 2-1 3-1 |

| 11' | Fábio Júnior | 0-1 |

| 65' · 75' · 82' | Ayman Saied Hossam Hassan Momen Zakaria |

| 75', 75' | Hossam Ghaly |

| ?     | POR   | Ahmed El-Shenawy    |     |
|       |       | Ahmed Fawzy         |     |
|       |       | Saad Samir          |     |
|       |       | Osama Aza           |     |
|       |       | Ayman Saied         |     |
|       |       | Abdul Nagah         | 72' |
|       |       | Mahmoud Abdul Hakim | 88' |
|       |       | Hossam Hassan       |     |
|       |       | Moamen Zakaria      |     |
|       |       | E. Issiaka          | 90' |
|       |       | A. Cissé            |     |
| D. T. | D. T. | Hossam Hassan       |     |

| ?     | POR   | Sherif Ekramy      |     |
|       |       | Ahmed Fathy        |     |
|       |       | Sherif Abdul Fadil |     |
|       |       | Mohamed Naguib     |     |
|       |       | Hossam Ghaly       |     |
|       |       | Sayed Moawad       |     |
|       |       | Hossam Ashour      |     |
|       |       | Mohamed Barakat    | 86' |
|       |       | Abdallah Said      |     |
|       |       | Fábio Júnior       | 81' |
|       |       | Gedo               | 69' |
| D. T. | D. T. | Manuel José        |     |

| ? | ? | Ahmed Sherweda | 72' |
|   |   | Ahmed Magdi    | 88' |
|   |   | Mahmoud Toba   | 90' |

| ? | ? | Shehab Ahmed      | 69' |
|   |   | Al Sayed Hamdy    | 81' |
|   |   | Mohamed Aboutrika | 86' |

| 72' · 83' · 90+2' | Momen Zakaria A. Cissé | 1-1 2-1 3-1 |

| 11' | Fábio Júnior | 0-1 |

| 65' · 75' · 82' | Ayman Saied Hossam Hassan Momen Zakaria |

| 75', 75' | Hossam Ghaly |

## Detalles
Según Oscar Elizondo, ayudante de campo del Al-Ahly, el personal y los jugadores del equipo estuvieron tres horas encerrados en el vestuario luego de lo sucedido, añadiendo que cuatro jóvenes murieron frente a ellos. En un momento hubo alrededor de 500 personas en el lugar. Se habla de que había 3000 policías, los cuales no reaccionaron a los hechos que ocurrían.

## Origen de los altercados
El origen de los altercados tiene un fuerte trasfondo político, los seguidores del equipo visitante Al-Ahly, tomaron parte de manera muy activa en la revuelta popular a favor del derrocamiento del dictador Hosni Mubarak acaecida en 2011 dentro de la ola de revueltas del norte de África conocidas como la Primavera Árabe. Por su parte, los ultras de la afición local del Al-Masry se alinearon mayoritariamente en la defensa del dictador, de ahí que planearan una venganza contra la afición visitante.

## Consecuencias
El primer ministro egipcio, Kamal Ganzuri, decidió disolver la Federación Egipcia de Fútbol, según comunicó al Parlamento durante una reunión de emergencia tras los incidentes. También se destituyó al gobernador de la ciudad de Puerto Saíd, donde se disputó el encuentro.
El presidente del Al-Ahly, Hassan Hamdy, decidió suspender las actividades deportivas de sus 19 secciones de forma indefinida. Anunció también que sus equipos no volverán a jugar en los próximos cinco años en Puerto Saíd. Esto último podría afectar en gran medida al deporte de Egipto, ya que la mayoría de las selecciones nacionales de ese país se nutren fundamentalmente de los integrantes de dicho club. El presidente además declaró un luto de 40 días y anunció la apertura de una cuenta bancaria para recolectar donativos destinados a los familiares de las víctimas mortales, en la que el club ya ingresó un millón de libras egipcias. También pidió a la junta militar egipcia que las víctimas reciban el mismo trato que los mártires que perdieron la vida en la Revolución egipcia, que acabó con la presidencia de Hosni Mubarak. También el presidente de la FIFA, Joseph Blatter, declaró el 1 de febrero de 2012, día negro para el fútbol y exigió la investigación inmediata de los hechos violentos. El 1 de febrero ha sido declarado como el Día del Mártir por el equipo, el cual construirá una estatua en honor de los fallecidos.
Los jugadores Mohamed Aboutrika y Mohamed Barakat, ambos veteranos de la selección egipcia, se retiraron del fútbol después de los incidentes, mientras que Emad Moteab también anunció que no volverá a jugar hasta que no existan castigos por la gente que falleció, dejando la puerta abierta para un regreso a la actividad. Los tres tuvieron que huir de la cancha junto con sus compañeros después de la invasión de los hinchas del Al-Masry. El técnico portugués de Al-Ahly, Manuel José, también le habría pedido al club que rescinda su contrato para regresar a su país natal. Además, el presidente del Al-Masry, Kamel Abu Ali, y su técnico Hossam Hassan renunciaron a sus cargos.
El 26 de enero de 2013 un tribunal egipcio condenó a 21 de 70 acusados a la pena de muerte. Las reacciones no se hicieron esperar y cientos de personas se echaron a la calle en contra de esta decisión. Las consecuencias fueron trágicas ya que hubo 30 fallecidos en enfrentamientos contra la policía. Al día siguiente en los funerales se volvieron a producir altercados dejando centenares de heridos.